# 4019 Klavetter
4019 Klavetter eller 1981 EK14 är en asteroid i huvudbältet som upptäcktes den 1 mars 1981 av den amerikanska astronomen Schelte J. Bus vid Siding Spring-observatoriet. Den är uppkallad efter amerikanen James J. Klavetter.
Asteroiden har en diameter på ungefär 3 kilometer.